# منتخب إسواتيني لكرة القدم
منتخب إسواتيني لكرة القدم الملقب بدرع الملك وهو المنتخب الوطني لمملكة إسواتيني ويديره اتحاد إسواتيني لكرة القدم . كان يعرف سابقاً باسم منتخب سوازيلاند لكرة القدم حتى عام 2018 حين أعلن ملك البلاد مسواتي الثالث تغيير اسم المملكة إلى إسواتيني.
لم يسبق له التأهل إلى كأس العالم أو كأس الأمم الأفريقية. أفضل انجاز حققه التأهل إلى الدور النصف النهائي من بطولة كأس كوسافا.
في 8 يونيو 2008 حقق سوازيلاند أول فوز له في تصفيات كأس العالم منذ 1992 عندما تغلب على توغو 2-1 .

## سجل كأس العالم
- 1930 إلى 1990 - لم يشارك
- 1994 إلى 2010 - لم يتأهل

## سجل كأس الأمم الأفريقية
- 1957 إلى 1982 - لم يشارك
- 1984 - انسحب
- 1986 - لم يتأهل
- 1988 - لم يشارك
- 1990 - لم يتأهل
- 1992 - لم يتأهل
- 1994 - لم يشارك
- 1996 - انسحب
- 1998 - لم يشارك
- 2000 to 2010 - لم يتأهل

## وصلات خارجية
- قائمة بيانات المنتخب من الموقع الرسمي للفيفا باللغة العربية